# أروج عليلو
منطقة أروج عليلو (بالإنجليزية: Oruj Alilu)‏ هي قرية تقع في مقاطعة غرمي في إيران. يقدر عدد سكانها بـ 130 نسمة بحسب إحصاء 2016.